# Baranzate

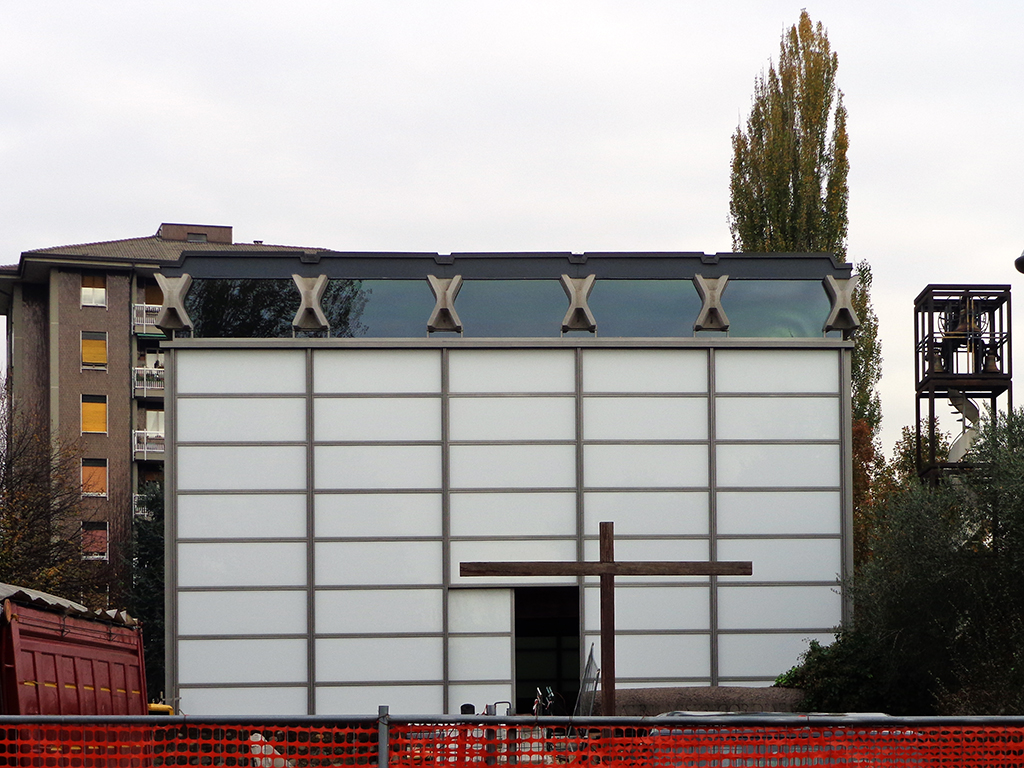
La chiesa di Nostra Signora della Misericordia

L'albero di Baranzate, stemma comunale alla comunità. Imposto dall'amministratore comunale il 12 aprile 2015.

Baranzate (Baranzaa in dialetto milanese, AFI: [barãˈtsɑː]) è un comune italiano di 11 965 abitanti della città metropolitana di Milano in Lombardia, a circa 7 chilometri dal centro del capoluogo, con cui è conurbato. 
È stato istituito nel 2004 per scorporo dal comune di Bollate.

## Storia
Baranzate viene citata per la prima volta in un codice longobardo del 994 d.C., con il nome di Balanziate. Nel 1235 è documentata l'esistenza del Comune di Baranzate: molti terreni appartengono al Monastero Maggiore di Milano (oggi San Maurizio) e al monastero di Sant'Ambrogio. Nel secolo XIII si cita l'esistenza della chiesetta di San Vincenzo in Baranzate.
In questo periodo del Basso Medioevo l'economia del paese è completamente basata sull'agricoltura: il villaggio è costituito da un nucleo centrale, circondato da campi e vigneti. Nel 1450 il controllo della zona passa alla famiglia degli Sforza, che introduce la coltivazione del gelso con lo scopo di produrre seta, attività che rimane fiorente nella zona fino all'inizio del XX secolo.
Dopo la dominazione degli Sforza, nel 1530 il feudo di Desio cui Baranzate appartiene viene elevato a marchesato e rimane proprietà dei conti Gallarati sino al 1580, quando, per mancanza di eredi, viene messo all'asta dal Senato di Milano e passa nelle mani dei fratelli Manriquez. Nel secolo XVII sulle rovine dell'antica chiesetta ne viene costruita una nuova dedicata alla Natività della Vergine Maria. Nel 1713 il Ducato di Milano passa sotto l'Austria, numerosi documenti citano il censimento promosso da Maria Teresa d'Austria anche sul comune di Baranzate.
Con l'avvento di Napoleone Bonaparte avviene l'abolizione dei feudi e degli ordini monacali, tutto va sotto il controllo dello stato, Baranzate appartiene al dipartimento dell'Olona e viene annesso per la prima volta a Bollate. Nel 1833 la chiesetta diviene proprietà dei Lainati. Il 24 febbraio 1869 con Regio decreto firmato da Vittorio Emanuele II si stabilisce l'annessione del comune di Baranzate al comune di Bollate. Nel 1880 la chiesetta e molti terreni passano agli Erba. Nel 1895 lo stabilimento degli Erba è sostituito dalla Leon Beaux. In questo periodo la bachicoltura costituisce una fonte di reddito per le famiglie contadine. Il baco da seta veniva nutrito con le foglie della pianta di gelso, presente nello stemma comunale: nel 1887 sul territorio baranzatese erano presenti 2.243 gelsi.
Nel 1900 la chiesetta appartiene ai Visconti di Modrone. Nel 1936 Baranzate conta 851 abitanti. Nel 1957 viene costruita la nuova "Chiesa di Vetro" dedicata a Nostra Signora della Misericordia degli architetti Mangiarotti e Morassutti: inaugurata dal Cardinale Montini, circonda la struttura esterna un muro con 14 stazioni della Via Crucis, realizzata nel 1958 dallo scultore Gino Cosentino.
La chiesetta di via Nazario Sauro cessa la sua funzione religiosa, divenendo in seguito proprietà comunale.
Negli anni sessanta si assiste ad un'alta crescita demografica dovuta ai flussi migratori provenienti da ogni regione d'Italia. Nel 1961 Baranzate raggiunse i 4.389 abitanti. Sul territorio nascono molte industrie, la pressante richiesta di abitazioni porta ad una urbanizzazione irrazionale e disordinata nelle aree confinanti con il comune di Milano: le coltivazioni agricole scompaiono progressivamente. Dieci anni dopo, nel 1971 Baranzate conta 12.175 abitanti con un aumento nel decennio precedente pari al 178%.
Nel 1975, in seguito a indagini precedenti, venne individuato un covo delle Brigate Rosse in un appartamento nel comune. In seguito a un blitz all'interno del centro, vennero individuate numerosi volantini e macchine da stampa, in ciò che si presume fosse un importante nucleo di produzione per le Brigate. 
Il 21 maggio 1997 il comitato "Uniti per Baranzate" si è fatto promotore di una raccolta di firme per chiedere la costituzione di Baranzate quale comune autonomo. Il 21 marzo 1999 si è svolto a Baranzate un referendum in merito, a cui hanno partecipato il 64% degli aventi diritto al voto nella frazione, il 70% dei quali si è espresso a favore dello scorporo da Bollate. Nel 1999 viene abbattuta la vecchia sede del Comune di Baranzate.
Il 13 novembre 2001, forte delle neotrasferite competenze in materia alle Regioni (Decreto Legislativo 267/2000 e modifiche al titolo V della parte seconda della Costituzione), il Consiglio Regionale della Lombardia ha approvato il disegno di legge "Istituzione del Comune di Baranzate in provincia di Milano" numero 349. Nel 2002 l'ufficio territoriale del Governo di Milano ha nominato un commissario prefettizio per amministrare il neonato comune in attesa delle prime elezioni amministrative. Il 4 aprile 2002 l'Amministrazione Comunale di Bollate fa ricorso al Tribunale Amministrativo Regionale e il 13 febbraio 2003 con sentenza della Corte Costituzionale il Comune di Baranzate cessa di esistere. La motivazione riguarda la non validità del referendum del 1999, al quale hanno partecipato i soli cittadini della frazione. La sentenza indica la via da seguire per ottenere l'autonomia.
La mozione di scorporo da Bollate è stata in seguito ripresentata e la legge regionale n. 13 del 22 maggio 2004, entrata in vigore il successivo 8 giugno, ha definitivamente sancito la costituzione di Baranzate in comune. Nelle prime elezioni amministrative del 3 aprile-4 aprile 2005 viene eletto Sindaco Giuseppe Corbari, candidato della lista civica "Insieme per Baranzate", esperienza di governo terminata venerdì 17 luglio 2009.
Nelle seconde elezioni amministrative del 28-29 marzo 2010 è stato rieletto il sindaco Giuseppe Corbari, candidato sempre della lista civica "Insieme per Baranzate".
Nelle terze elezioni amministrative del 31 maggio 2015 è stato eletto il sindaco Luca Mario Elia, candidato della lista PD "Progetto per Baranzate".
Nelle quarte elezioni amministrative del 20 settembre 2020 è stato rieletto il sindaco Luca Mario Elia candidato lista civica "Progetto per Baranzate".

### Simboli
Lo stemma del comune di Baranzate è stato concesso con decreto del presidente della Repubblica del 20 marzo 2006.
(D.P.R 20.03.2006)
L'albero di gelso ricorda le coltivazioni che costituivano in passato la principale risorsa del Comune, mentre la più recente realtà industriale, è simboleggiata dal bordo merlato del capo che richiama il profilo di un ingranaggio.
Il gonfalone è un drappo di giallo con la bordatura di azzurro.

## Società

### Evoluzione demografica
- 169 abitanti nel 1771
- 72 abitanti nel 1805
- annessione a Bollate nel 1809
- 182 abitanti nel 1853
- 172 abitanti nel 1861
- annessione a Bollate nel 1869

Abitanti censiti

### Etnie e minoranze straniere
Secondo le statistiche ISTAT al 1º gennaio 2020 la popolazione straniera residente nel comune metropolitano era di 4 168 persone, pari al 35% della popolazione. Le nazionalità maggiormente rappresentate in base alla loro percentuale sul totale della popolazione residente erano al 2020:
- Egitto 602
- Cina 486
- Sri Lanka 484
- Romania 471
- Ecuador 279
- Perù 262
- Albania 235
- Marocco 230
- Senegal 229
- El Salvador 123

In termini percentuali, Baranzate è il primo tra i comuni della città metropolitana, seguito da Pioltello e Milano, con rispettivamente il 25,5% e il 20,1%.

## Infrastrutture e trasporti

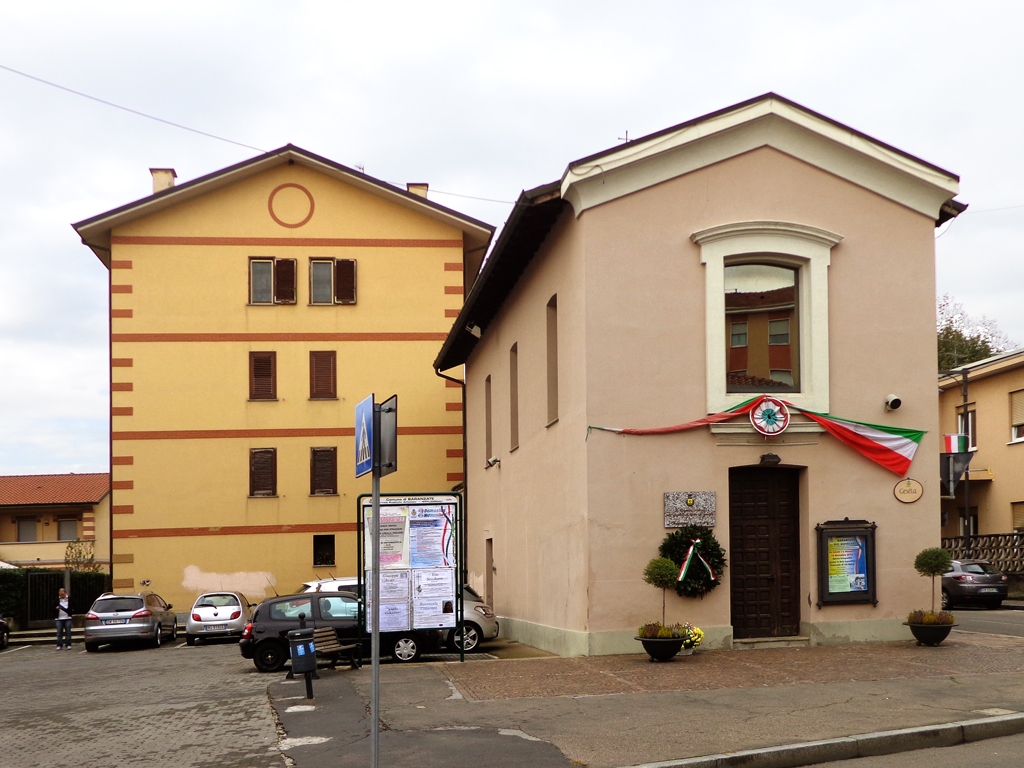
L'ex chiesa di Sant'Anna

Il Comune è interessato dall'Autostrada dei Laghi con lo svincolo Rho Fiera che la collega con la Tangenziale Nord di Milano, che ha uno svincolo apposito per il comune di Baranzate all'innesto con la ex Strada Statale 233 "Varesina".
I trasporti urbani di Baranzate sono assicurati da ATM, quelli interurbani vengono svolti con autolinee gestite da Air Pullman.

## Carcere di Bollate
Nel territorio di Baranzate ricade il cosiddetto "carcere di Bollate", così denominato in quanto al momento dell'inaugurazione, nel 2000, la località era ancora frazione del comune di Bollate. Il nome non è poi mai stato modificato.